# Adam Fidusiewicz
Adam Fidusiewicz (ur. 18 lutego 1985 w Warszawie) – polski aktor filmowy, telewizyjny i teatralny.

## Życiorys
Jest synem gimnastyczki i lekkoatlety. Jego stryjem jest fotograf Leszek Fidusiewicz .Ukończył Szkołę Podstawową nr 97 w Warszawie. Następnie rozpoczął naukę w Liceum Ogólnokształcącym im. Andersa w Warszawie i w XLV LO im. Romualda Traugutta w Warszawie, ukończył naukę w Liceum im. Agnieszki Osieckiej w Warszawie. Był studentem psychologii mediów w Szkole Wyższej Psychologii Społecznej. W latach 2009–2013 studiował w Akademii Teatralnej im. A. Zelwerowicza w Warszawie. Dostał się do szkoły wokalnej w OKU, gdzie śpiewu uczyła go Krystyna Prońko.
Pierwszą rolę zagrał w spektaklu telewizyjnym Różany Zamek (1995). Następnie grał w musicalach: Romeo i Julia (jako Parys) oraz Metro. W 2000 zagrał Stasia Tarkowskiego w filmie W pustyni i w puszczy. Telewidzom znany jest z roli Maksa Brzozowskiego w serialu TVN Na Wspólnej (2003–2021) i „Wilka” w serialu TVP2 Czas honoru (2014).
Trenował electro dance. Prowadził blog internetowy Mroczne Kalesony, na którym publikował swoje utwory. Otrzymał za niego wyróżnienie główne w konkursie Blog Roku 2008.
Uczestniczył w programach rozrywkowych: Taniec z gwiazdami (2007) i Twoja twarz brzmi znajomo (2016), a także prowadził program Pogromcy rekordów (2008) i przeprowadził warsztaty aktorskie w programie Projekt Lady (2020).

## Filmografia
- 1995: Różany Zamek jako Promyk
- 2001: W pustyni i w puszczy jako Staś Tarkowski
- 2001: W pustyni i w puszczy (serial TV) jako Staś Tarkowski
- 2003–2009, 2012–2021: Na Wspólnej jako Maks Brzozowski
- 2008: Małgosia contra Małgosia jako Krzysiek
- 2011: Na dobre i na złe (odc. 462 „Dymisja” i odc. 480 „Trudne decyzje”) jako młody haker, Pilecki „Pisklak”
- 2013: Bastian jako Bastian
- 2014: Czas Honoru: Powstanie jako Marian Suchecki „Wilk” (odc. 1–11)
- 2014: Dzwony wojny jako niemiecki kapral (odc. 3)
- 2015: O mnie się nie martw jako Robert
- 2015: Ojciec Mateusz jako Marek Zdort (odc. 184 „Sekretny układ”)
- 2015: Crossing Lines jako Artur Slomski (seria 3, odc. 10 „Enemy of the People”)
- 2015: Marynarz w Łodzi jako trener
- 2016: Bodo jako Hans Schulz  (odc. 1, 2, 4, 5, 9, 11, 12)
- 2016: Bodo film jako Hans Schulz
- 2018: Dom pełen życia jako Filip
- 2018: Kupa jako Adam
- 2018: Ojciec Mateusz jako Wiktor Makart
- 2020: Brigitte Bardot cudowna jako ojciec
- 2021: Komisarz Mama jako Michał Wojnar (odc. 3)
- 2021: Rojst ’97 jako bibliotekarz
- 2022: Tom Clancy's Jack Ryan jako Lebedev
- od 2022: Przyjaciółki jako Szymon Laskowski

## Teatr
- 1999: Piotruś Pan Jamesa Matthew Barrie w adaptacji Jeremiego Przybory – rola Indianina (reż. Janusz Józefowicz, muz. Janusz Stokłosa, Teatr Muzyczny „Roma” w Warszawie)
- 2000: Musical Metro Agaty i Maryny Miklaszewskich – rola młodego człowieka (reż. Janusz Józefowicz, muz. Janusz Stokłosa, Teatr Studio Buffo w Warszawie)
- 2004: Musical Romeo i Julia Bartosza Wierzbięty na podstawie dramatu Romeo i Julia Williama Shakespeare’a – Parys (reż. Janusz Józefowicz, muz. Janusz Stokłosa, Teatr Studio Buffo w Warszawie)
- 2010: Enter Mikołaja Makowskiego – przygotowanie układu choreograficznego (reż. Anna Smolar i Jacek Poniedziałek, Nowy Teatr w Warszawie)
- 2011: Pielgrzymi do Grobu Pańskiego Johanna Adolfa Hasse – rola Przewodnika (reż. Aneta Groszyńska, Kamila Michalak, Jakub Kasprzak, Tomasz Szczepanek, pod opieką Ryszarda Peryta, Teatr Collegium Nobilium w Warszawie)
- 2012: Julia musi umrzeć na podstawie Romeo i Julia Williama Shakespeare’a – Romeo (reż. Barbara Wiśniewska, Akademia Teatralna im. Aleksandra Zelwerowicza w Warszawie)[a]
- 2012: Warsztat Katarzyny Małachowskiej – spektakl ruchowy w Teatrze Collegium Nobilium w Warszawie
- 2012: Wesele Stanisława Wyspiańskiego – Kaspr i Widmo (reż. Jarosław Gajewski, Teatr Collegium Nobilium w Warszawie)
- 2012: MP4 Program składany (reż. Mariusz Benoit, Teatr Powszechny im. Zygmunta Hübnera w Warszawie)
- 2013: Harce młodzieży polskiej Tomasza Śpiewaka – skaut Adam (reż. Remigiusz Brzyk, Teatr Imka w Warszawie)
- 2013: Piosennik Program składany Andrzeja Poniedzielskiego – poKosyniera (reż. Andrzej Poniedzielski, Teatr Ateneum im. Stefana Jaracza Warszawa)
- 2013: Porwanie Sabinek Juliana Tuwima – Emil (reż. Emilian Kamiński, Teatr Kamienica w Warszawie)
- 2013: Scenariusz dla trzech aktorów Bogusława Schaeffera jako Dru (reż. Paweł Paszta, grupa A Tu Teatr)
- 2017: W-arte Impro Show reż. Roma Gąsiorowska/Teatr AB OVO
- 2017: Umarłe miasto reż. Mariusz Treliński, rola: klaun morderca
- 2017: Skok w bok reż. Andrzej Rozhin, rola: Ryszard
- 2018: Dwoje na huśtawce reż. W. Stypa (opieka Wojciech Adamczyk), rola: Jerry
- 2018: Cud reż. Andrzej Rozhin, rola: Benny
- 2019: Telewizja kłamie reż. Michał Paszczyk, Bartłomiej Kasprzykowski, różne role
- 2019: Apartament Prezydencki reż. Tomasz Dutkiewicz, rola: Travis

## Dubbing
- 2010: Małe królestwo Bena i Holly

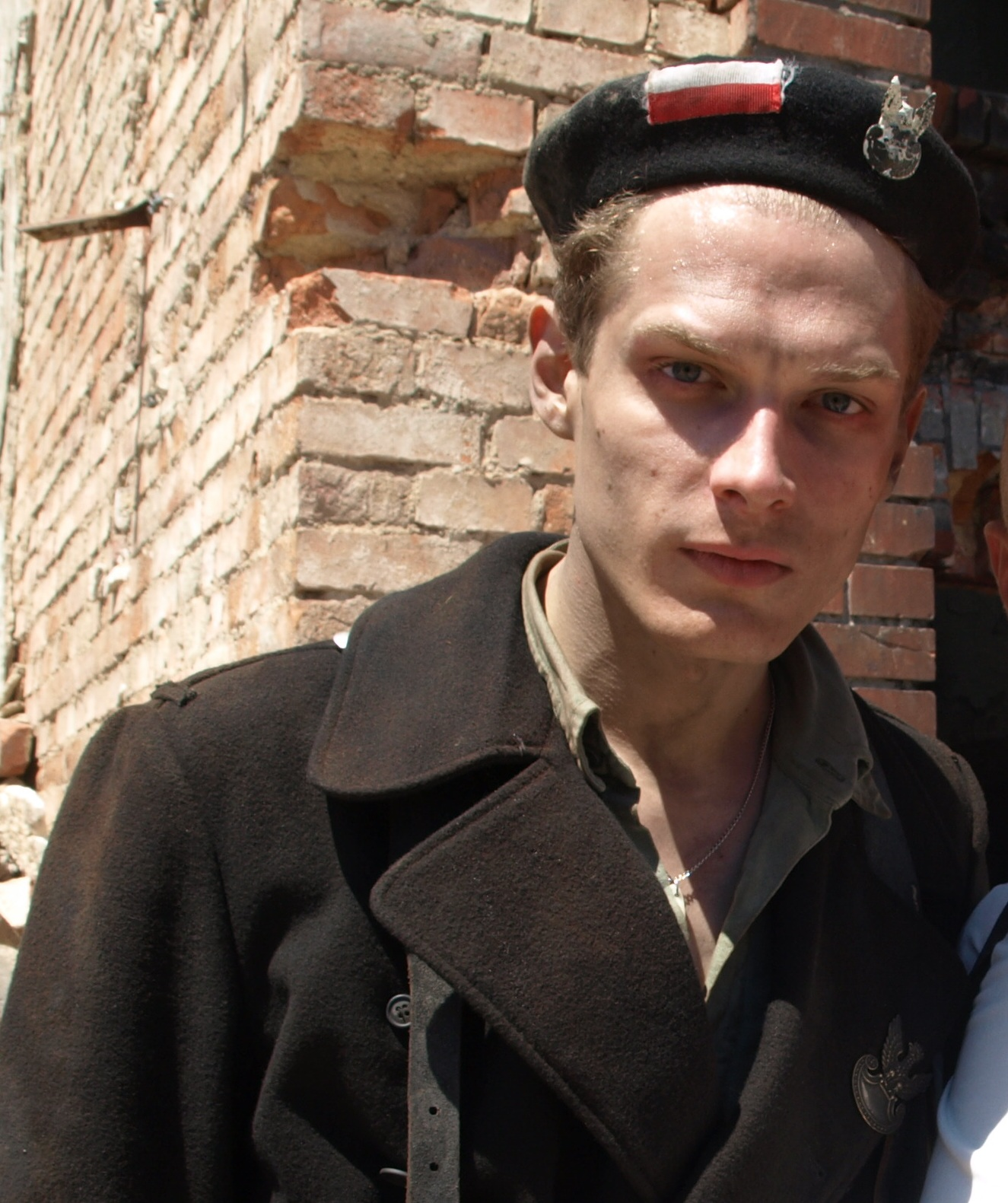
Adam Fidusiewicz (2014)

- 2011: Z kopyta – odc. 58, 68: Shane, odc. 67: Frank, odc. 73: Matt
- 2012: Liga Młodych – odc. 33: Thomas Kalmaku, odc. 34: Kapitan Cold, odc. 40, 43, 46: Static / Virgil Hawkins
- 2012: Wodogrzmoty Małe
- 2012: Leonardo – Michelangelo di Lodovico Buonarroti Simoni (odc. 8)
- 2013: Powrót czarodziejów: Alex kontra Alex – Dominic
- 2013: Paczki z planety X
- 2013: Doraemon
- 2014: Pokemon: Czerń i Biel - Przygody w Unovie i nie tylko – N
- 2014: Szwindel – Darren Vader
- 2014: Muppety: Poza prawem
- 2014: Kapitan Ameryka: Zimowy żołnierz
- 2014: Syn Boży
- 2014: Odlotowe agentki: Film
- 2014: Wielka szóstka
- 2015: Kopciuszek
- 2015: Scooby-Doo i Kiss: Straszenie na scenie – Demon
- 2015: Ant-Man
- 2015: Avengers: Czas Ultrona